# Schwanewede
Schwanewede är en kommun och ort i Landkreis Osterholz i förbundslandet Niedersachsen i Tyskland.